# Olga Madsen
Olga Madsen (Amsterdam, 10 januari 1947 – aldaar, 14 december 2011) was een Nederlandse cineaste en televisieproducente.

## Loopbaan
Na de filmacademie won Madsen in 1974 met haar eerste film Straf een Zilveren Beer voor de beste korte film op het Internationaal filmfestival van Berlijn. Met Madsen BV maakte ze eigen films en produceerde ze voor anderen.
In de periode van 1987 tot 1991 gaf zij regie-les aan de filmacademie. Enkele van haar leerlingen waren filmmakers Mike van Diem, Paul Ruven en Cyrus Frisch.
Eind jaren tachtig haalde Joop van den Ende de rechten van de Australische soapserie The Restless Years binnen. Hij vroeg aan Madsen of zij de serie wilde bewerken tot een Nederlandse versie. Ze ging aan de slag en op 1 oktober 1990 was de eerste aflevering te zien van Goede tijden, slechte tijden. Al na enkele maanden werd de serie erg populair. Tijdens het eerste seizoen was Madsen overdag op de set en herschreef ze samen met Rogier Proper en Cobi Peelen de originele scripts. 
Andere omroepen zagen hoe groot het succes was en wilden ook een eigen soapserie. In 1994 werkte Madsen mee aan de opstart van Onderweg naar Morgen en twee jaar later deed ze dat bij Goudkust. Ze werd gekroond tot Moeder van de Nederlandse soap.'
In 1999 werd Madsen directeur drama bij Joop van den Ende TV-Producties. Ruim een jaar later, in maart 2000, vertrok zij daar, en maakte de serie Wilhelmina.
Madsen, die jarenlang aan de Amsterdamse Marnixstraat woonde, overleed in december 2011 aan een chronische longziekte.

## Filmografie

### Regie en/of scenario
- Blue movie (1971) Regie-assistentie naast Wim Verstappen Verhaal over man die na aantal jaar uit gevangenis komt en nieuw leven moet opbouwen in de Bijlmer. Productie: Pim de la Parra.
- Straf (1974): (Zilveren Beer Berlijn) Korte speelfilm over een meisje dat de viool van haar vader vernielt. Scenario Olga Madsen en Rogier Proper.
- Verlies (1976): Korte speelfilm over een vrouw, die weigert het verlies van haar man en kind te accepteren. Scenario Olga Madsen en Rogier Proper.
- Barber en de tijd (1977): Documentaire over het verschil tussen een analoog en een digitaal horloge. Scenario Rogier Proper en Olga Madsen.
- Zeno/Svevo - Bekentenissen (1978): Documentaire over de Italiaanse schrijver Italo Svevo. Scenario Mia Meijer en Olga Madsen.
- Een kleine verleiding (1979): Speelfilm over een meisje dat haar heimelijke fantasie over haar oudere broer niet wenst op te geven. Scenario Mia Meijer.
- Het geheim van het vergrootglas (1979): Documentaire over de schrijver S. Montag. (H.J.A. Hofland) Scenario Rogier Proper en Olga Madsen.
- Gekkenbriefje (1980): Bioscoopfilm over een jongen, die in 1949, ten tijde van de politionele acties in militaire dienst moet. Scenario Olga Madsen, naar een novelle van Ger Verrips.
- Uit eigen beweging (1982): Documentaire over het begin en einde van een carrière als balletdanser. Scenario Olga Madsen.
- Adam in ballingschap (1984): Televisiebewerking van het toneelstuk van Vondel in samenwerking met het Publiekstheater en Hans Croiset.
- Faust (1986): Televisiebewerking van vijf uur van het toneelstuk van Goethe in samenwerking met Toneelgroep De Appel en Hans Croiset.
- Wilhelmina (2001): Vierdelige televisieserie over het leven van Wilhelmina, gebaseerd op het toneelstuk van Ton Vorstenbosch. Scenario Anne van der Linden, Ton Vorstenbosch en Olga Madsen. Producent: Joop van den Ende

### Productie
Creative producer voor televisie
- Goede tijden, slechte tijden (1990-1994): Ontwikkelen, schrijven (met Cobi Peelen en Rogier Proper) en uitvoering eerste dagelijkse soapserie in Nederland. Oorspronkelijk gebaseerd op de Australische serie The Restless Years. Geproduceerd voor Joop van den Ende produkties Aalsmeer Televizierring
- Goudkust (1995-1997): Originele dagelijkse soapserie, geschreven met Rogier Proper en Marc Linssen Geproduceerd voor Joop van den Ende produkties Aalsmeer

Producer
- Blindgangers, bioscoopfilm van Ate de Jong (1976)
- Ieder sterft zijn kinderdood, korte film van Vivian Pieters. (1977)
- De elektriseermachine van Wimshurst, film van Erik van Zuylen. (1978)
- Een tip van de sluier, bioscoopfilm van Frans Bromet. (1980)
- Assefeest, korte film van Ramon Gieling. (1982)
- De Anna, bioscoopfilm van Erik van Zuylen. (1983)
- Dubbelbeeld, documentaire van Hans van Dongen. (1984)
- Dorst, Televisiefilm van Willy Breebaart. (1985)

Associate producer
- De Tweeling, bioscoopfilm van Ben Sombogaart, producent IdtV (2003)
- Bride Flight, bioscoopfilm van Ben Sombogaart, producent IdtV (2008)

### Verdere bijdragen
Script-editor
- De Storm, bioscoopfilm van Ben Sombogaart, producent NL-Film (2008)
- Lulu's return, bioscoopfilm, script Benedict Schillemans, regie Theu Boermans, producent Kees Kasander (2009)